# Stalinův pomník
Stalinův pomník bylo v letech 1955–1962 žulové sousoší v Praze na Letné. Bylo postaveno na počest sovětského vůdce Josifa Vissarionoviče Stalina v období poválečného kultu osobnosti a na paměť osvobození Československa Rudou armádou a československo-sovětského přátelství. Bylo největším skupinovým sousoším v Evropě. Bylo odstraněno v důsledku sovětské destalinizace. Mohutná podsklepená terasa pomníku stojí na místě dosud, roku 1991 byl na ni umístěn metronom sochaře Vratislava Karla Nováka.

## Historie

### Starší plány pro Letnou
Na Letné v místě pomníku podle urbanistického projektu Jana Zeyera z roku 1893 měla vést silniční serpentina, která by navazovala Pařížskou třídu a Čechův most. Ty byly vybudovány v následujících letech v rámci asanace Josefova. Místo serpentiny pak vznikaly návrhy na velkolepý průkop Letné nebo tunel. Podle plánů tunelu z roku 1912 měl na vrcholu Letné v ose mostu vzniknout monumentální pomník zakladatelů Sokola Jindřicha Fügnera a Miroslava Tyrše.
Žádný z plánů nebyl realizován a po druhé světové válce byly tyto návrhy nahrazeny Letenským tunelem otevřeným roku 1953, který vedl silniční radiálu dále od centra, v ose Revoluční a nově postaveného Švermova, dnes Štefánikova mostu. Tím se otevírala otázka, co s velkorysou urbanistickou osou, která již půl století končila zelenou strání.

### Vznik pomníku
Před započetím výstavby Stalinova pomníku se poblíž nacházel nově postavený stadion fotbalového klubu SK Slavia Praha. Kvůli výstavbě pomníku byl ale stadion prakticky ihned po dostavění zbořen. Stavba pomníku byla zahájena 22. prosince 1949 za účasti Antonína Zápotockého. Vlastní práce na sousoší začala ale až v únoru 1952 a celé pak bylo odhaleno, pod heslem „Svému osvoboditeli – československý lid“, po setmění 1. května 1955, tj. po smrti Stalina a nedlouho před Chruščovovou kritikou Stalinova kultu osobnosti.
Sochařem byl Otakar Švec, architekty Jiří Štursa a jeho manželka Vlasta Štursová, kteří řešili podstavec a okolí pomníku. Švec a Štursa před válkou pracovali na projektu pomníku prezidenta T. G. Masaryka v témže místě. Projekt umístil pomník na dobře viditelné místo nad letenské vyústění Čechova mostu. Byl ztvárněn jako řada za sebou stojících postav v čele s Josifem Stalinem, za nímž stály postavy pracujících. Po Stalinově levé ruce to byli zástupci sovětského lidu (dělník, vědec, kolchoznice a rudoarmějec) a po jeho pravé ruce pak zástupci lidu československého (dělník, rolnice, novátor a vojín). Dvě z postav měly konkrétní podoby, a to Julia Fučíka a Ivana Vladimiroviče Mičurina.
Pomník ze žlutobílých opracovaných žulových kvádrů stál na rozsáhlé železobetonové konstrukci o výšce 15 metrů, zapuštěné do letenského svahu. Vlastní sousoší mělo rozměry: 15,5 m výšky, 12 m šířky a 22 m délky. V základech (7 metrů pod horní hranou podstavce) je zabudováno třiadvacet základních kamenů z nejrůznějších míst republiky (například část ze základů Staroměstské radnice, čedič z Řípu, onyx z Inovce, kámen z Ležáků, česká žula ze Skutče a také část nejstarší slovanské baziliky z Velehradu). Náklady na stavbu tohoto monumentu byly 140 miliónů tehdejších nových korun (po měnové reformě v roce 1953), spotřebováno bylo 17 tisíc tun materiálu. Sousoší částečně vznikalo v bývalém ateliéru Bohumila Kafky ve Střešovicích.
Ujalo se lidové pojmenování pomníku Fronta na maso, Jan Werich jej nazval tlačenicí. Samotná čtvrť Letná byla pak přezdívána Záprdelí.

### Likvidace pomníku
Po vystoupení Stalinova nástupce N. S. Chruščova, který odsoudil tzv. Stalinův kult osobnosti, českoslovenští komunisté rozhodli pomník zlikvidovat. Konečné rozhodnutí znělo monument zlikvidovat částečným odstřelem. Stalo se tak 6. listopadu roku 1962. Destrukční práce si vyžádaly 4,5 milionu korun, dlažební kostky a nepoužitelný materiál byl odvezen do slepého ramene Vltavy u Rohanského ostrova (některé kousky však dodnes zdobí sbírky kuriozit mnoha Pražanů). Svoji funkci tak plnil pouhých sedm let. Odstřelován byl několik týdnů. Celá akce byla přísně střežena, bylo zakázáno oblast fotografovat, detonace však byly slyšet po celé Praze.

### Po zničení pomníku
- Na konci 70. let 20. st. proběhla soutěž na výstavbu Pomníku osvobození Československa Sovětskou armádou. 2. kolo bylo vyhodnoceno v roce 1978 a na podzim proběhla na Staroměstské radnici výstava postoupivších návrhů do 3. kola.
- Ústřední výbor KSČ přišel s myšlenkami na zbudování nové dominanty Prahy roku 1988, k jeho realizaci však již nedošlo. Po roce 1989 zde krátce působil rockový klub a také odtud vysílala první soukromá rozhlasová stanice (později nazvaná Radio 1).
- Na podstavci stojí od roku 1991 pohyblivý metronom sochaře Vratislava Karla Nováka.
- V roce 1996, v době návštěvy Michaela Jacksona v Praze, byla na místě bývalého Stalinova pomníku umístěna před metronomem zpěvákova socha.[8]
- V roce 1998 nechala ODS na místě pomníku vyvěsit obrovský billboard s podobiznou Václava Klause (a Miloše Zemana v pozadí) a nápisem Myslíme jinak, čímž zahájila svou předvolební kampaň.[9][10]
- O půlnoci 1. ledna 2009 zde byla instalována obří modrá plachta s logem EU, vcelku však nevydržela ani do druhého dne.[11]
- Při příležitosti desátého výročí vstupu do EU a pětadvacátého výročí od pádu totality dne 1. května 2014 uspořádala obecně prospěšná společnost Opona pro veřejnost jednodenní akci – komentované prohlídky rozsáhlých podzemních prostor pod bývalým Stalinovým pomníkem v Praze na Letné. V prostorách pod metronomem byly (po dvaceti letech) k vidění fragmenty někdejší monumentální komunistické stavby. Veřejnost byla informována i o historických podrobnostech okolo vzniku, stavby a likvidace pomníku. [12]
- 25. února 2019 umělecká skupina Ztohoven na památku 50. výročí sebeupálení Jana Zajíce zažehla oheň ve dvou bronzových mísách po stranách pomníku. Plameny měly zároveň připomenout Vítězný únor a příchod nového vůdce. Únorový puč předznamenal příchod nového druhu vlády, kterou v té době všichni s velkým napětím očekávali, nový model vládnutí byl však přetaven do kultu diktátora, kterým byl tehdy Stalin. Podle skupiny se podobná situace mohla zopakovat a kult osobnosti se vrátit. V narážce na příjmení Jana Zajíce Petr Žílka rovněž zmínil, že na tento rok připadlo padesáté výročí uvedení sovětského seriálu pro děti „Jen počkej, zajíci!“. Před zapálením ohně skupina musela z mís odstranit mnoho pytlů odpadků, která se tam za mnoho desetiletí bez údržby nahromadily.[13]

Podstavec a jeho podzemní prostory jsou poškozené, betonové konstrukce se drolí, stropy prosakuje voda, ocelové výztuže korodují. Náklady na opravu odborníci odhadují nejméně na 50 milionů korun, dle jiných zdrojů jde o částku mnohem vyšší. V podzemních prostorách pod pomníkem také proběhl průzkum jeskyňářů. Ti neobjevili žádné další tajné prostory (ač se o nich v minulosti často spekulovalo).
Ve středu 18. září 2019 rozhodl stavební úřad městské části Praha 7 na základě posudku, který si nechal zpracovat magistrátní odbor majetku či pražský radní pro majetek Jan Chabr, že město musí okamžitě uzavřít podzemní část pomníku a do pěti dnů pak musí konstrukci podepřít, jinak zůstane uzavřeno i horní prostranství. Do konce roku město muselo nechat provést podrobnější analýzu včetně zátěžové zkoušky, na základě které mělo rozhodnout o dalším postupu. Posudek, na základě kterého bylo rozhodnutí vydáno, neobsahoval žádné výpočty, v době vydání rozhodnutí pracovníci Kloknerova ústavu teprve vytvářeli rozšířený posudek. V reakci na rozhodnutí stavebního úřadu Praha obratem podzemní část pomníku zavřela a zakázala vstup i do přilehlého okolí včetně horního prostranství kolem metronomu. Průchod po chodníku ve svahu bezprostředně pod památníkem zůstal otevřený. Městská policie dostala pokyn věnovat dodržování zákazu zvýšenou pozornost a porušení zákazu pokutovat.

### Návrhy na další využití prostor
- V červnu 2000 byla vypsána veřejná soutěž na využití částí pomníku.[22] Vítězným projektem se stala stavba oceanária. Metronom podle plánů měl zůstat na svém místě. K realizaci nedošlo.[23]
- V roce 2016 vedení města v čele s primátorkou Adrianou Krnáčovou navrhlo v prostorách podstavce bývalého pomníku zřídit centrum současného umění.[24] Součástí jeho příprav se stalo podepsání společného memoranda s Národní galerií Praha [25] Město však o dva roky později od memoranda odstoupilo a deklarovalo záměr prostory po opravě využívat pouze pro dočasné kulturní akce.[26]

## Galerie

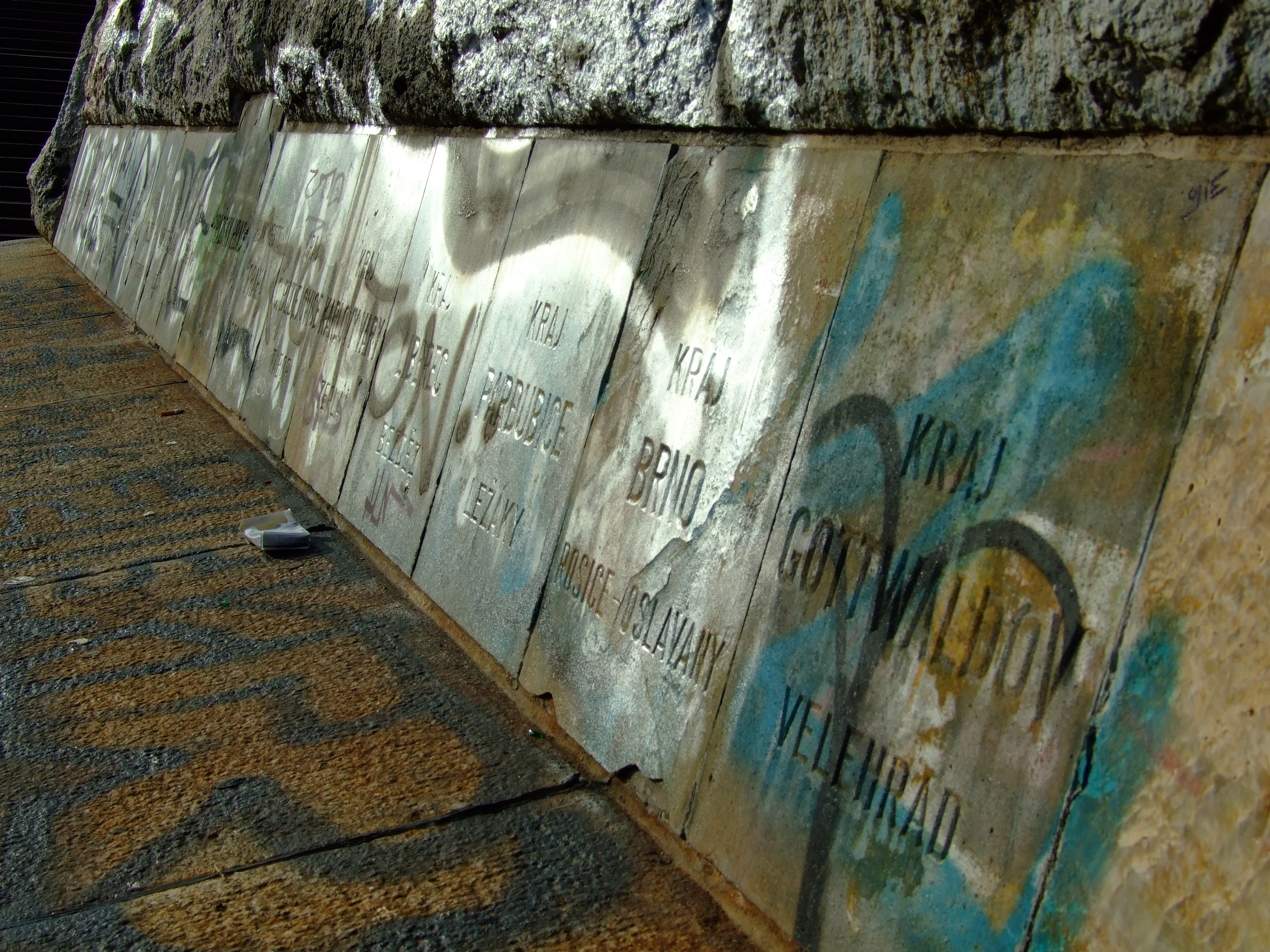
Kameny ze základu Stalinova pomníku byly dovezeny ze všech krajů tehdejší ČSR
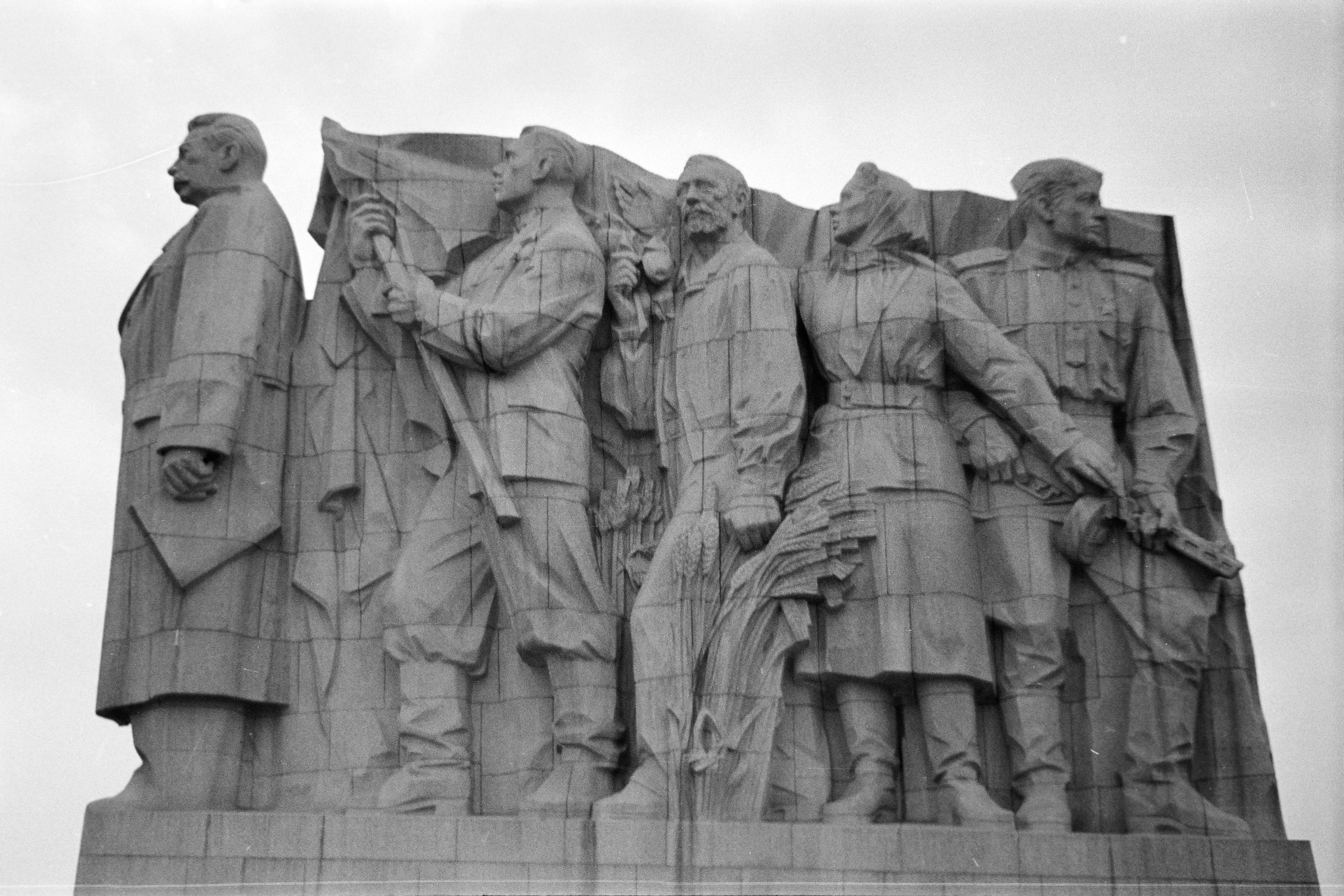
Pomník z levé strany: sovětský dělník, kolchozník, žena a rudoarmějec
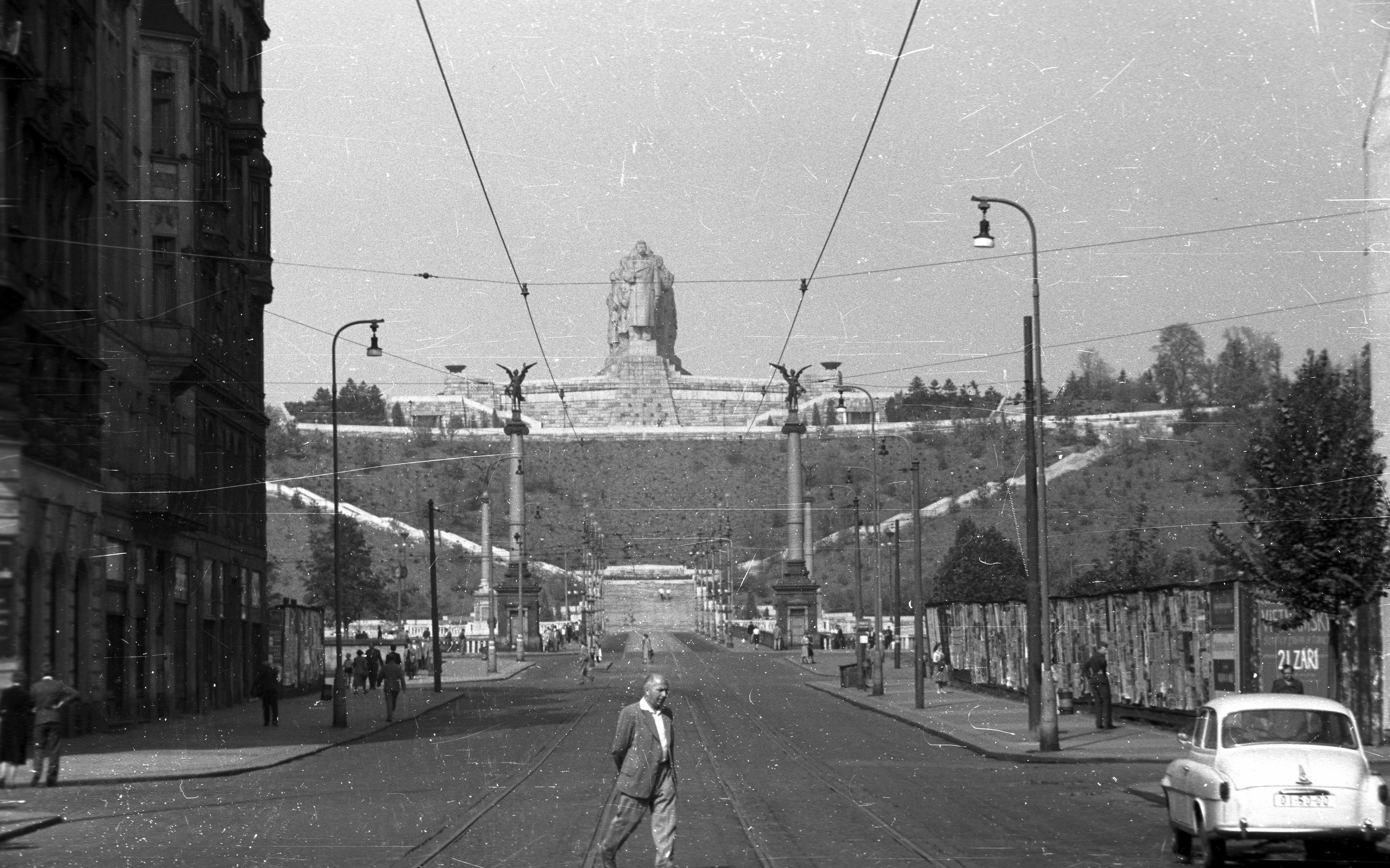
Pohled z Pařížské ulice k pomníku
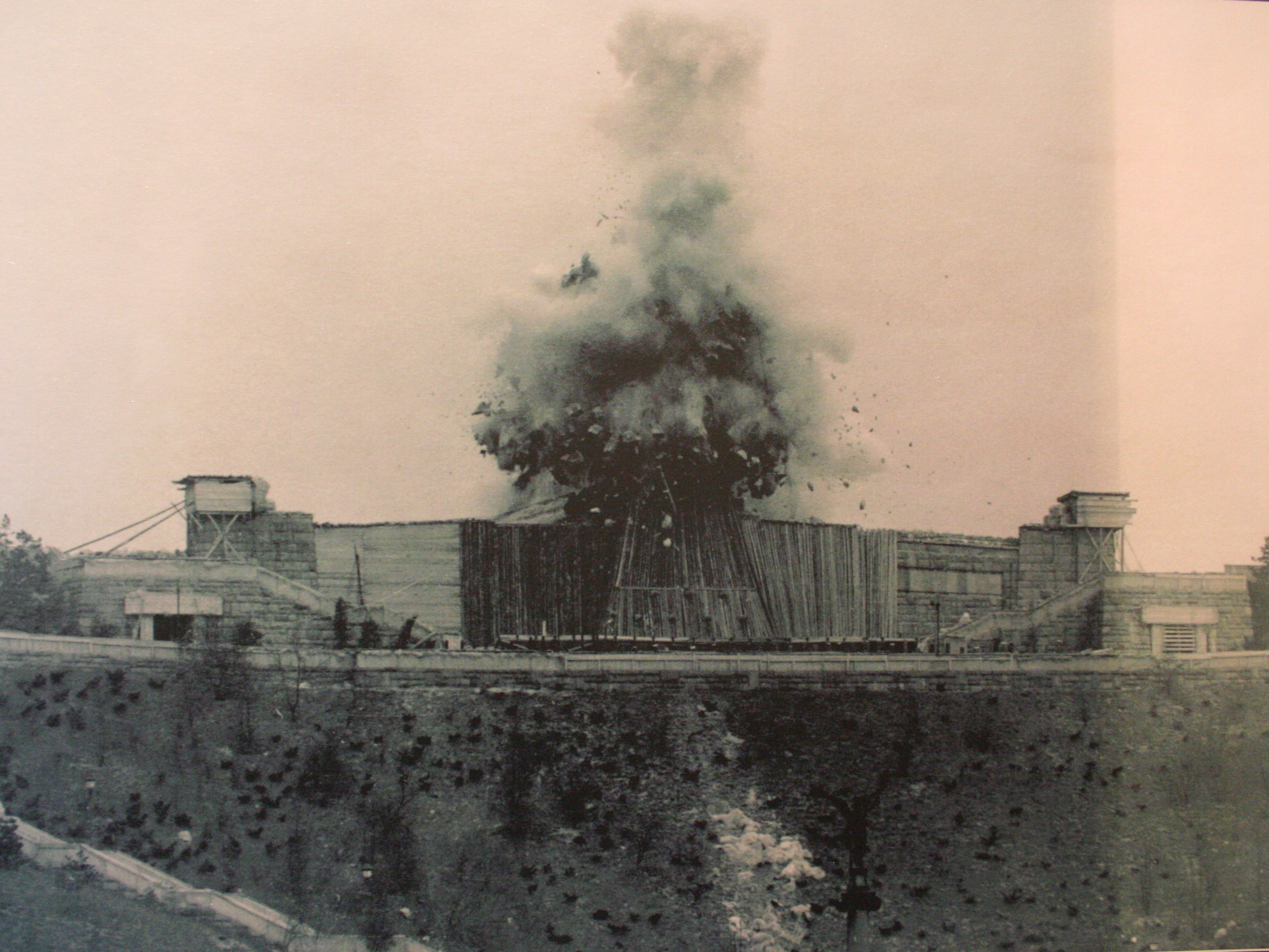
Odstřelování pomníku. Dřevěné bednění mělo co nejvíce zakrýt odstřel před zraky zvědavců
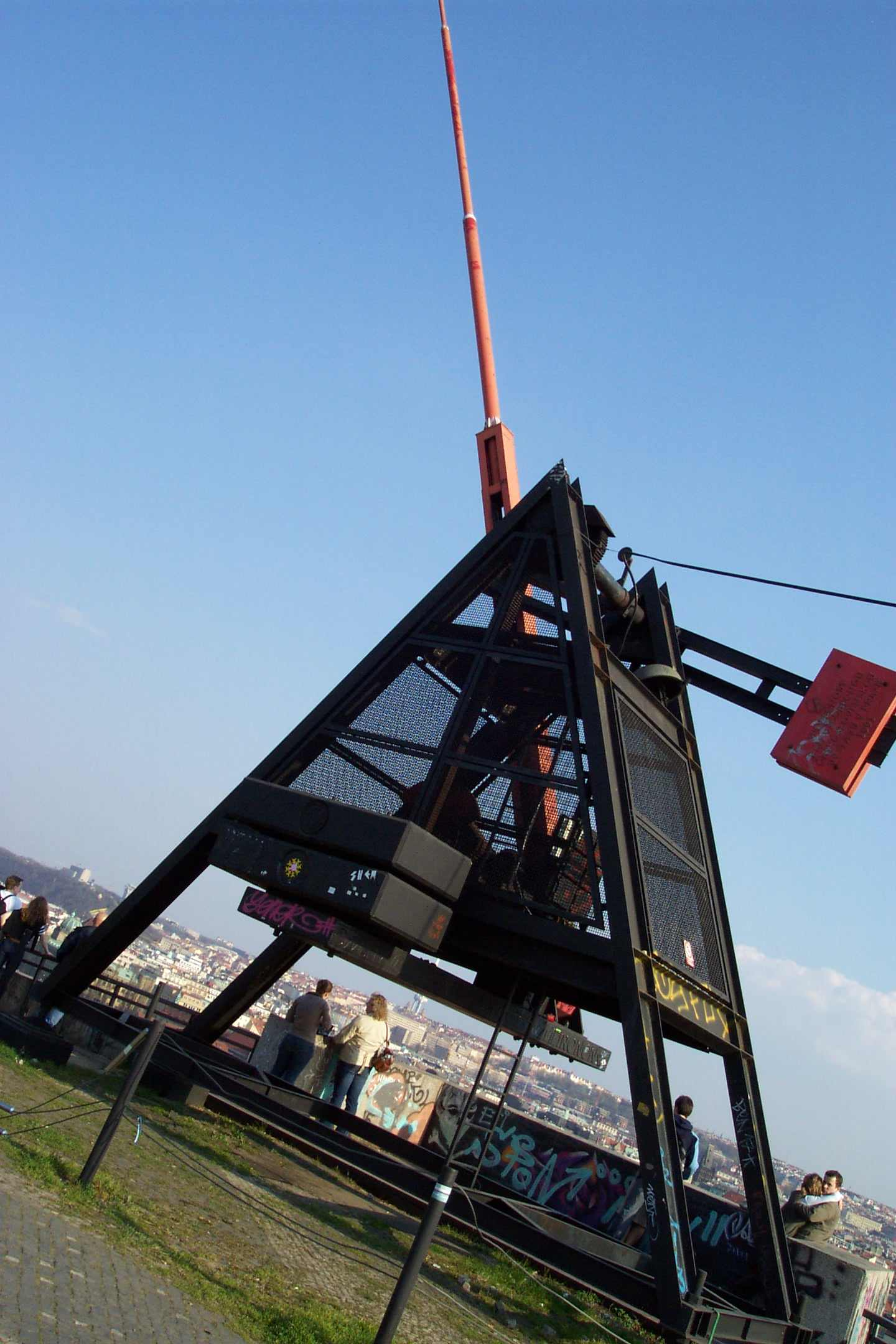
Metronom na místě původního pomníku
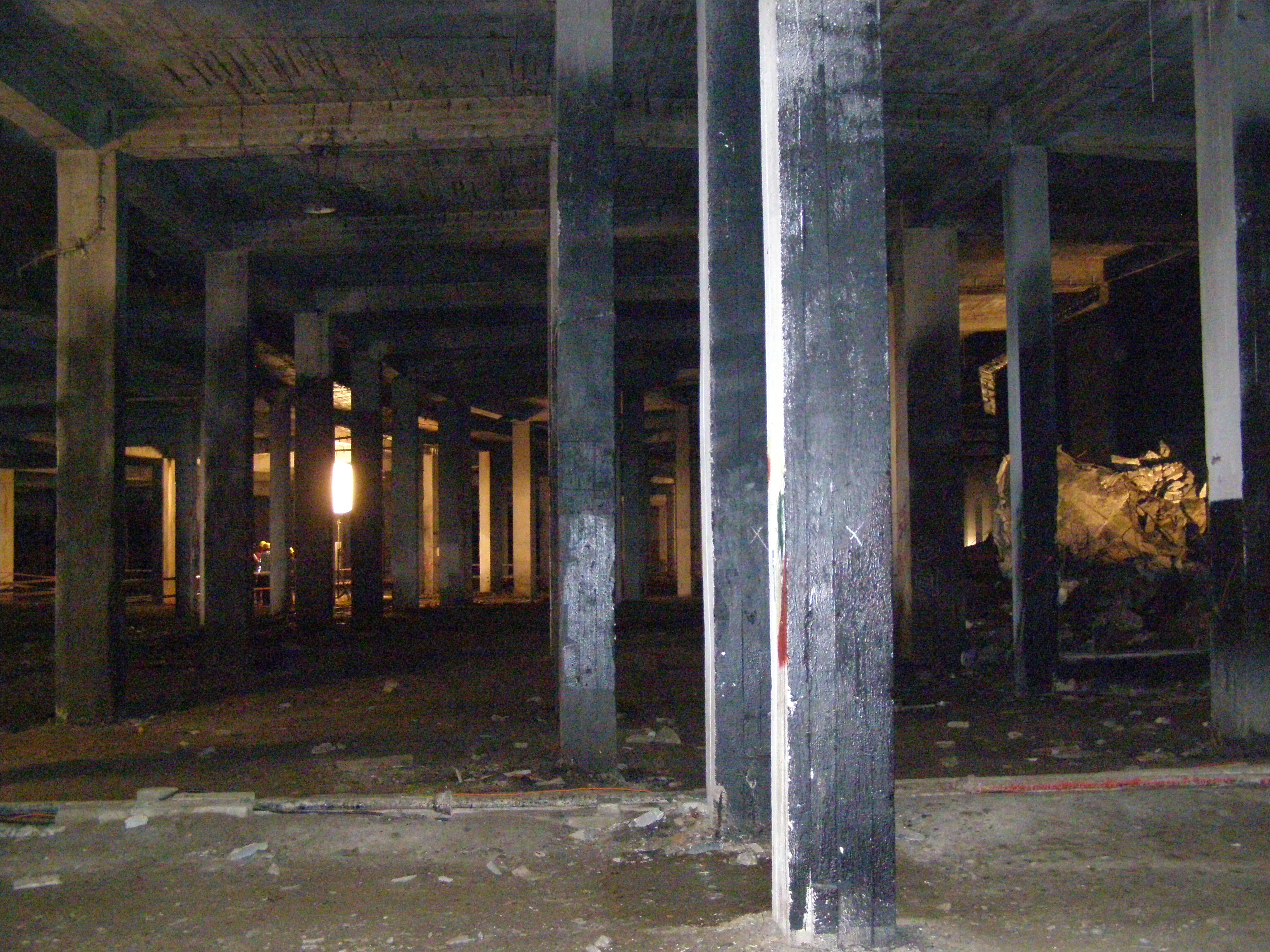
Podzemní prostory, 2014

## Stalinův pomník v umění

### Film
Stalinův pomník byl údajně zachycen pouze ve čtyřech československých hraných filmech (tři jsou z roku 1960 a jeden z roku 1957): Valčík pro milión (barevný film, režie Josef Mach), Holubice (režie František Vláčil), Páté oddělení (špionážní detektivka, režie Jindřich Polák) a Snadný život (režie Miloš Makovec).
V roce 2016 byla na místě pomníku postavena jeho částečná replika pro potřeby filmu Monstrum, který natočila Česká televize podle scénáře a v režii Viktora Polesného (film je k dispozici ke zhlédnutí na webu ČT). Inspirací pro film byla kniha Žulový Stalin.
Pomníku je věnován 13minutový barevný dokument Pomník lásky a přátelství z roku odhalení pomníku (1955).

### Divadlo
Národní divadlo Praha uvedlo 31. 3. 2017 operu Jiřího Kadeřábka Žádný člověk v režii Kathariny Schmitt, inspirovanou okolnostmi výstavby a následného zničení pomníku Stalina. Derniéra inscenace proběhla 19. 3. 2019.
Národní divadlo Brno uvedlo 7. 2. 2020 operu Monument, inspirovanou osudem Otakara Švece a vytváření sochy Stalina.